# Laurent Picolet
Laurent Louis Ladislas Picolet, né le 14 mars 1790 à La Rochette (duché de Savoie) et mort dans la même commune le 20 avril 1870, est un avocat et homme politique savoyard du royaume de Sardaigne.

## Biographie
Avocat, il devient membre du Sénat de Savoie en 1822, puis avocat fiscal général de Chambéry en 1840, avant d'être nommé à Turin conseiller à la cour de cassation en 1847.
Il est nommé sénateur du royaume de Sardaigne de 1848 jusqu'à sa démission en 1860, lors de la 1re législature du royaume de Sardaigne, par le roi Charles-Albert de Sardaigne.

## Décorations
- Commandeur (1845) de l'ordre des Saints-Maurice-et-Lazare
- Chevalier de la Légion d'honneur (1844)